# Adelans-et-le-Val-de-Bithaine
Adelans-et-le-Val-de-Bithaine là một xã thuộc tỉnh Haute-Saône trong vùng Franche-Comté phía đông nước Pháp.